# Margarita Geuer
Margarita Ivonne Geuer Draeger (Siviglia, 3 maggio 1966) è un'ex cestista spagnola di origine tedesca.

## Biografia
Sposata con Guillermo Hernangómez Heredero, anch'egli cestista, ha due figli: Guillermo e Juancho, tutti e due giocatori di pallacanestro.

## Carriera
Con la Spagna ha disputato i Giochi olimpici di Barcellona 1992 e tre edizioni dei Campionati europei (1985, 1987, 1993).